# Alexei Archipowitsch Leonow
Alexei Archipowitsch Leonow (russisch Алексей Архипович Леонов, wiss. Transliteration Aleksej Archipovič Leonov; * 30. Mai 1934 in Listwjanka bei Kemerowo, Russische SFSR; † 11. Oktober 2019 in Moskau) war ein sowjetischer Kosmonaut und der erste Mensch, der sein Raumschiff verließ und lediglich mit einer Leine gesichert im Weltraum schwebte (erster Außenbordeinsatz). Leonow bekleidete den militärischen Rang eines Generalmajors.

## Leben
Leonow war das achte von neun Kindern eines Bauern und Pferdezüchters aus dem Westen Sibiriens. 1948 siedelte die Familie nach Kaliningrad über. 1953 trat Leonow in die Luftstreitkräfte ein und begann seine Ausbildung zum Piloten an der Fliegerschule Krementschuk in der Ukraine, die er 1955 mit Auszeichnung verließ. Anschließend wurde er bis 1957 in der Fliegerschule Tschuhujiw auf Jagdflugzeugen geschult.

## Wostok
Leonow kam 1959 als Leutnant in die engere Wahl für das Kosmonauten-Training. Mit 19 anderen Piloten bildete er dann ab 7. März 1960 die erste Kosmonautengruppe der UdSSR.
Im Juni 1963 war er Ersatzpilot für Waleri Bykowski beim Raumflug von Wostok 5, dem zweiten Gruppenflug der bemannten Raumfahrt. Leonow war damit ein Kandidat für einen weiteren Wostok-Flug und begann nicht, wie andere Kosmonauten, 1964 das Training für das neue Sojus-Raumschiff.

## Woschod

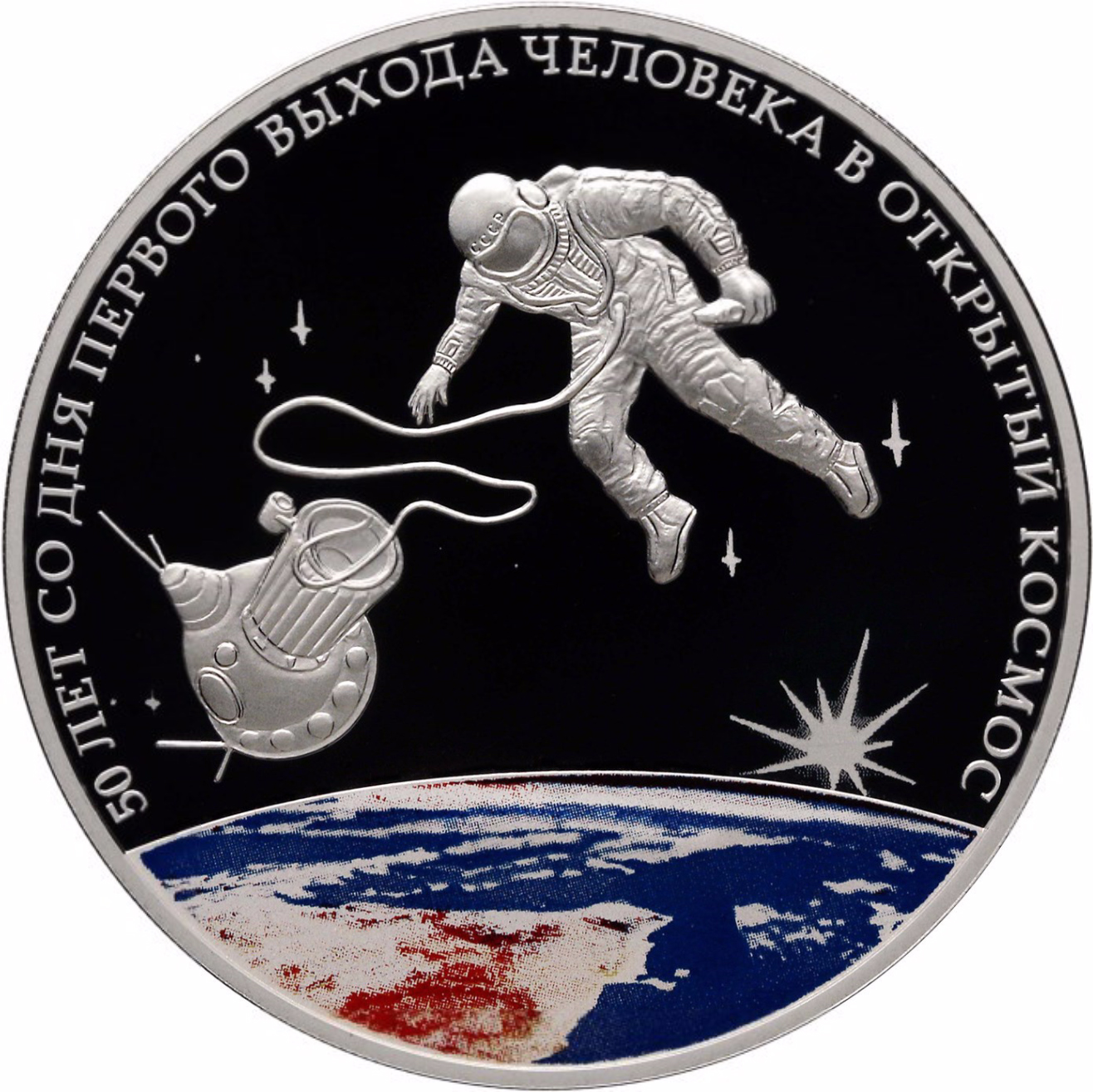
Russische Gedenkmünze zum 50. Jahrestag des ersten Außenbordeinsatzes am 18. März 1965: Alexei Leonow aus Woschod 2

Im Frühling 1964 wurde entschieden, dass weitere Raumflüge mit modifizierten Wostok-Raumschiffen unter der Bezeichnung Woschod starten würden. Der erste Woschod-Flug würde Wissenschaftskosmonauten als Passagiere befördern, während beim zweiten Flug zum ersten Mal ein Kosmonaut sein Raumschiff verlassen würde. Leonow wurde für den zweiten Flug und ab Juli speziell für den Ausstieg ausgebildet. Am 9. Februar 1965 wurde er von den offiziellen Stellen als Besatzungsmitglied mit Ausstiegfunktion bestätigt.
Woschod 2 startete am 18. März 1965 mit Leonow und seinem Kommandanten Pawel Beljajew an Bord. In der Erdumlaufbahn verließ Leonow als erster Mensch sein Raumschiff und schwebte frei im Weltraum. Mit dem Raumschiff war er nur durch eine 4,5 m lange Sicherheitsleine verbunden und schwebte etwa 12 Minuten im Weltraum. Diese Aktion endete fast in einer Katastrophe. Der Raumanzug hatte sich durch den Druckunterschied von ca. 0,35 bis 0,40 bar zum Vakuum des Weltraums so stark aufgebläht und versteift, dass Leonow ein Wiedereinstieg in die Luftschleuse unmöglich wurde. Leonow verringerte daraufhin den Druck in seinem Anzug durch ein in Höhe des rechten Oberschenkels befindliches Ventil auf den Notmodus mit nur noch ca. 0,20 bis 0,27 bar. Nun konnte er in die Schleuse und das Raumschiff zurückkehren. Im Buch „Zwei Mann im Mond“ beschreibt Leonow den bis zur Panik reichenden Kampf mit der Sicherungsleine während des Weltraumausstiegs.
Aufgrund von Problemen bei der manuellen Zündung der Bremsraketen landete das Woschod-Raumschiff 368 Kilometer von der geplanten Landestelle entfernt, und Leonow und Beljajew mussten in der Taiga zwei Tage in und neben dem Raumschiff warten, bis die Bergung durchgeführt werden konnte.
Nach diesem Flug verbrachte Leonow viel Zeit auf Vortragsreisen im Ausland.

## Das Mondprogramm
In der Folgezeit arbeitete Leonow im sowjetischen Mondprogramm. Die Pläne wurden fortwährend geändert, und so wurden wechselnde Kosmonautengruppen zeitweise für eine Mondumrundung, zeitweise für eine Mondlandung ausgebildet. Leonow war die ganze Zeit im Range eines Kommandanten in diesem Programm. Im September 1968 war Leonow als einer von drei Kommandanten in der engeren Wahl für eine Mondumrundung. Eine Nominierung für den ersten Flug war jedoch fraglich, denn Leonow verscherzte sich Sympathien an höherer Stelle durch drei selbstverschuldete Autounfälle innerhalb von vier Monaten, ausschweifenden Lebenswandel sowie unbedachte Äußerungen gegenüber der internationalen Presse.
Nachdem die USA mit Apollo 8 im Dezember 1968 den Mond umrundeten, mit Apollo 11 im Juli 1969 die erste bemannte Mondlandung durchführten und alle vier Teststarts mit der für das sowjetische Mondlandeprogramm vorgesehenen Trägerrakete N1 scheiterten, wurde das sowjetische Mondprogramm 1974 ohne einen bemannten Flug um bzw. auf den Mond beendet. Fortan wurde mehr Wert auf den Bau und den Betrieb von Raumstationen gelegt.

## Sojus

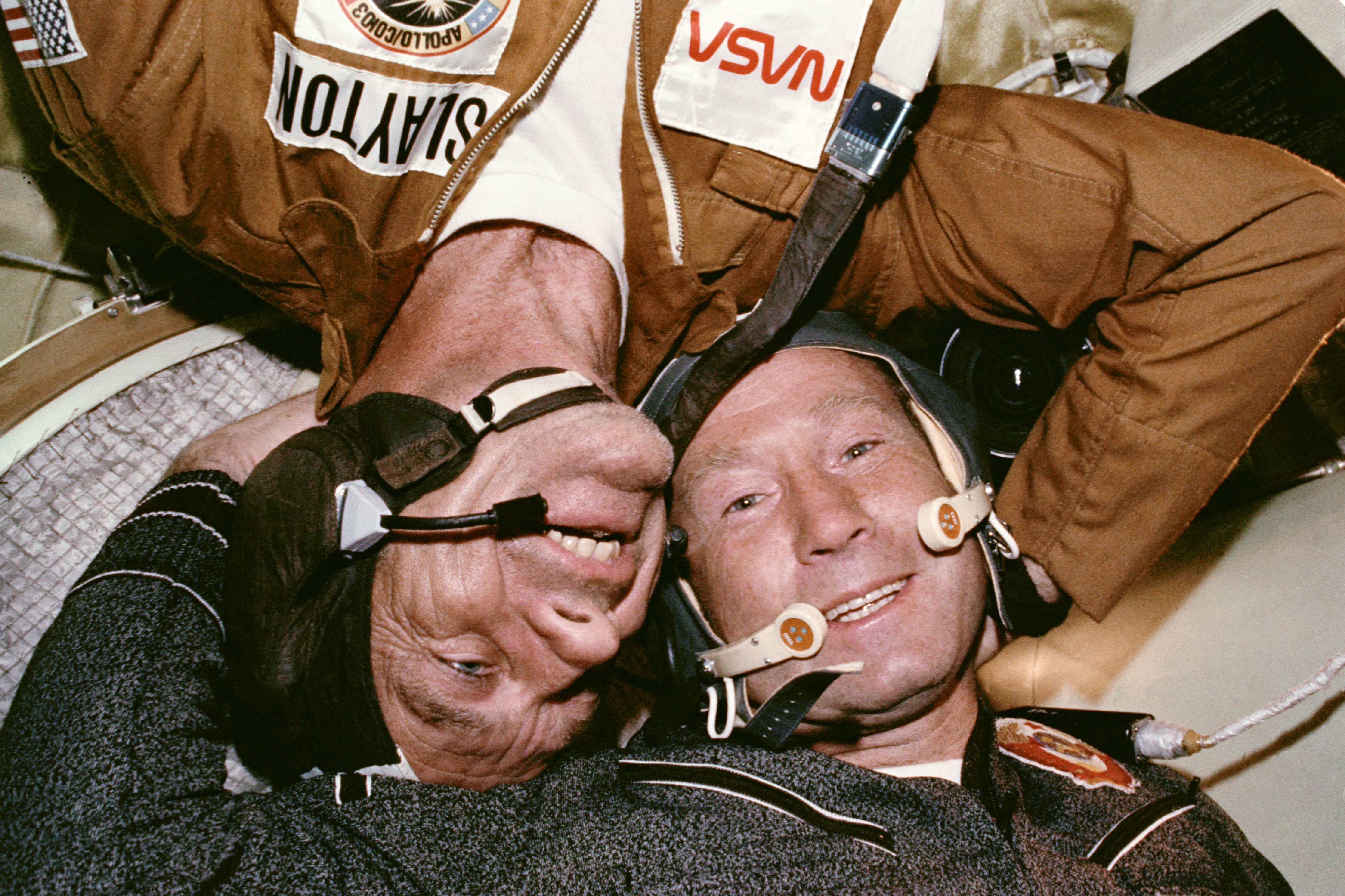
Leonow und Slayton im Sojus Orbital Modul

Im Jahre 1971 war Leonow als Kommandant des Flugs Sojus 11 vorgesehen, der zur Raumstation Saljut 1 führen sollte. Aufgrund eines Tuberkulose-Verdachts bei seinem Piloten Kubassow wurde jedoch zwei Tage vor dem Start die komplette dreiköpfige Mannschaft ausgetauscht, was ihr das Leben rettete. Die Ersatzmannschaft von Sojus 11 stellte einen neuen Langzeitrekord im Weltall auf, erstickte aber bei der Rückkehr im Sojus-Raumschiff.
Auch nach diesem Unfall war Leonow als Kommandant eines Raumfluges zu Saljut 1 vorgesehen. Er kam aber zusammen mit seinen Mannschaftskameraden Kubassow und Kolodin nicht zum Einsatz.
Leonow wurde danach als sowjetischer Kommandant für das Apollo-Sojus-Test-Projekt nominiert. Die Vorbereitungen für dieses erste internationale Projekt der bemannten Raumfahrt dauerten mehrere Jahre und erforderten mehrere Reisen zur NASA in die USA. Am 15. Juli 1975 startete er dann zusammen mit Kubassow im Raumschiff Sojus 19 und koppelte zwei Tage später zur ersten sowjetisch-amerikanischen Kooperation im All mit einem Apollo-Raumschiff, das mit den US-Astronauten Stafford, Brand und Slayton besetzt war.

## Ehrungen

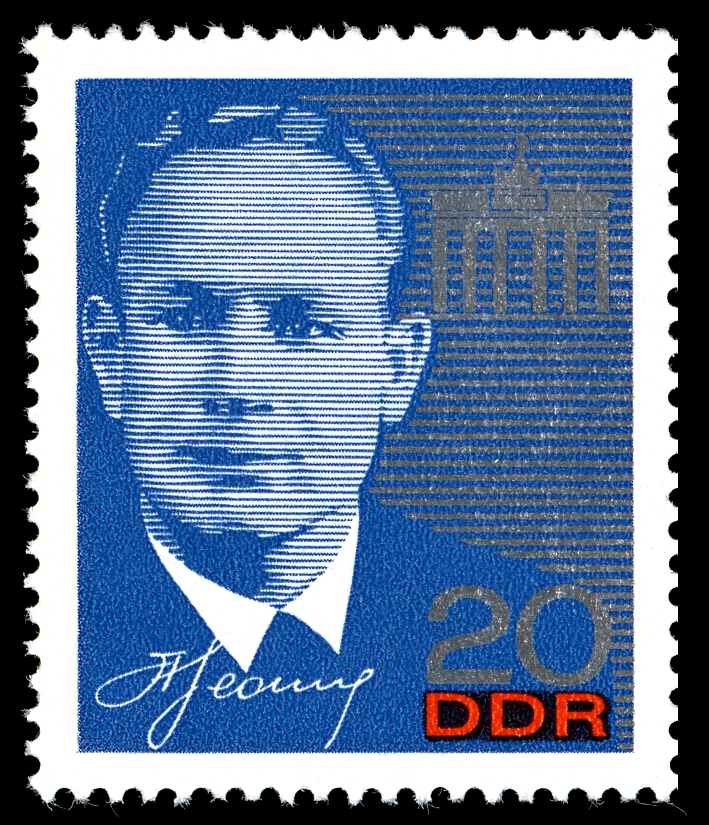
Leonow auf einer DDR-Briefmarke vom 1. Oktober 1965